# Parischasia champenoisi
Parischasia champenoisi là một loài bọ cánh cứng trong họ Cerambycidae.